# Allotinus fallax
Allotinus fallax är en fjärilsart som beskrevs av Felder 1865. Allotinus fallax ingår i släktet Allotinus och familjen juvelvingar. Inga underarter finns listade i Catalogue of Life.

## Bildgalleri

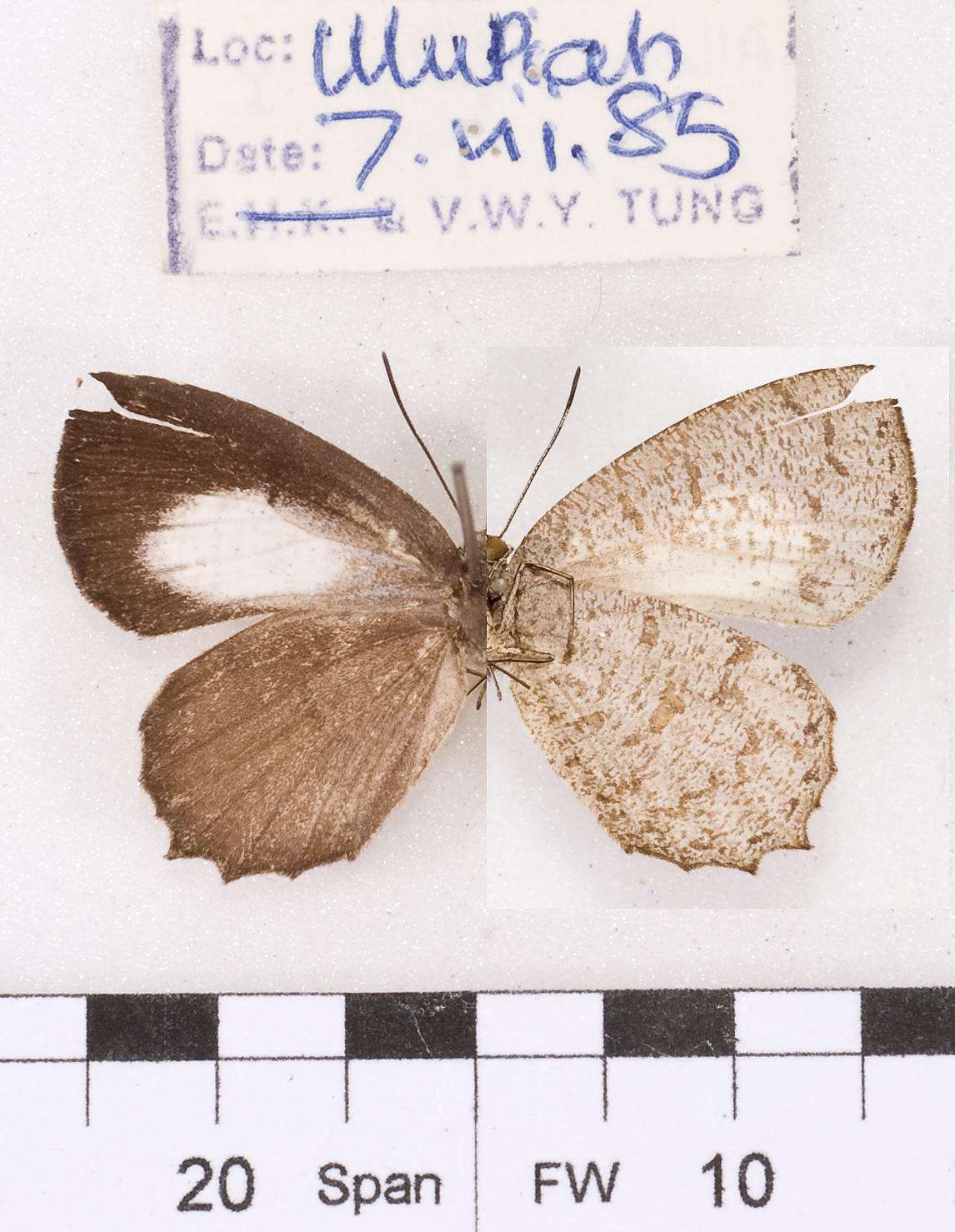